# Американское орнитологическое общество
Американское орнитологическое общество (англ. American Ornithologists' Union, AOU) — неправительственная организация в Соединённых Штатах Америки, объединяющая орнитологов и любителей птиц. Существует с 1883 года.

## История создания
История Американского орнитологического союза начинается в 1883 году с письма, посланного 48 американским орнитологам членами Орнитологического клуба Натолла (англ. The Nuttall Ornithological Club) Э. Куэсом, Дж. А. Алленом и У. Брюстером (англ. William Brewster). Адресатам предлагалось принять участие в конгрессе американских орнитологов в Нью-Йорке «с целью организации профессионального сообщества, аналогичного Британскому орнитологическому союзу». Учредительный конгресс состоялся 26 сентября в библиотеке Музея естественной истории.
На съезде присутствовали: Ю. Бикнелл, К. Х. Меррием, Ч. Б. Кори, Р. Риджуэй и другие.

## Структура и членство
Управление организацией, согласно Уставу, осуществляют Совет из 12 выборных членов и, также избираемые, Президент, Вице-президент, Секретарь и Казначей. Члены Совета избираются ежегодно сроком на три года, так чтобы за этот период сменился весь состав Совета (то есть каждый год выбирают четырёх).
В отличие от Национального Одюбоновского общества, членами которого являются профессиональные орнитологи, AOU объединяет в своей деятельности и специалистов, и любителей. Членами Союза могут стать граждане разных стран, причём для жителей многих стран (среди которых и Россия) установлены льготы по уплате членских взносов.

## Издания
Союз издаёт журнал The Auk, который выходит 4 раза в год с 1884 года. На обложке первого номера помещено изображение бескрылой гагарки — птицы, трагически исчезнувшей в середине XIX века. Эта же птица служит эмблемой общества. Журнал публикует орнитологические статьи по широкому кругу тем (эволюционной истории, систематике, поведению, популяционной биологии и экологии, миграциям, геномике и другим). Импакт-фактор журнала 1,864 (2015).
Помимо журнала Союз издаёт монографическую серию. Обычно в год выходит от двух до четырёх монографий. И журнал, и монографические выпуски издаются группой BioOne.

## Учреждённые премии
Американский орнитологический союз ежегодно присуждает именные премия за научные достижения в области орнитологии. Кандидаты на эти премии выдвигаются Комитетом по научным премиям (англ. Scientific Awards Committee).
- Памятная медаль в честь Уильяма Брюстера «вручается ежегодно автору или соавторам за выдающийся вклад в изучение птиц Западного полушария». Впервые была вручена в 1921 году. Кроме медали победитель получает денежную премию[7].
- Премия Эллиота Куэса названа так в честь одного из основателей AOU. Вручается ежегодно, чтобы отметить выдающийся и инновационный вклад в орнитологических исследованиях. Включает в себя памятную медаль и денежную премию. Впервые вручалась в 1972 году[8].
- Премия молодым учёным имени Неда Джонсона (англ. Ned K.Johnson — один из президентов Союза). Ею отмечают работу начинающих орнитологов, в которой видны перспективы дальнейшей профессиональной деятельности. Включает в себя сертификат и денежную премию[9].
- Премия имени Ральфа Шрайбера (англ. Ralph W. Schreiber) за достижения в области охраны птиц или мест их обитания. Вручается одному человеку, или команде, начиная с 2005 года. Также включает сертификат и денежную премию[10].

Кроме научных премий также ежегодно присуждаются премии членам общества—студентам.